# ダーク・アイランド/堕ちた楽園
『ダーク・アイランド/堕ちた楽園』（Dark Tide）は、ブリジット・バーコ主演のスリラー映画。制作は『ハートブルー』の制作陣が担当している。キャッチコピーは、飢えた男達（奴らが）やってくる。

## 概要
南海の美しい島にやってきた美女が島の男達を虜にするが、悲劇と悲惨な結末を迎えるスリラー。協力者だったが本性を現した凶悪な船長と島の男達と主人公カップル2人の一夜の死闘を描く。ブリジットは1カットごとに衣装替えを行っており数分の内に服装の変化が激しく、水着にしても場面事に色違いのものを着ている。
男女二人のバトルサバイバル映画では珍しく、彼女の少女が彼氏を庇いながら戦う。なお、ロケ地はフィリピンで行われた。

## ストーリー
美しい美女がやってきた美しき楽園。島の男達の欲望が暴走するとき、楽園は地獄と化す・・・。
南海の楽園のような美しい島でエラブウミヘビを捕るダイバーとしても働いている生物学者で新婚のティム（クリス・サランドン）のもとにティムの仕事を手伝うために恋人（新妻）のアンディ（ブリジット・バーコ）がやって来る。魅力的で奔放なアンディは島の男達を虜にし、ティムの乗る船の船長であるダク（リチャード・タイソン）はアンディに一目惚れし強引にものにしようと陰謀を張り巡らす。
島についた夜、アンディはティムと共に猿肉の料理に舌鼓を打ち、レストランで働いているリアと共にダンスを踊る。ダンスするアンディの姿を男達は粘りつくような視線で見つめていた・・・。翌日、ウミヘビの採取を行うアンディとティムであったが潮の流れのためにウミヘビが見つからず、ティムは八つ当たりを始める。痴話喧嘩した二人は一日別れて行動することにする。人当たりの良いアンディは市場で島の少女であるリア（アドリアナ・アゲカオイルイ）と意気投合し親友となる。アンディはダクに島の案内を頼み、島の洞窟に案内される。洞窟内でアンディは蛇の神「シター」の壁画を発見し、洞窟内に住んでいるダクの伯母から「シターの血と混じり合うことになる」という不思議な予言を受ける。ティムを愛しているアンディであったがティムに冷たくされたこともあり筋肉質でワイルドなダクにも惹かれていき、そのことでダクに追い詰められていく。ダクはアンディをものにするためにティムを亡きものにしようと企み、ティムを海蛇に噛ませて負傷させ昏睡状態にさせる。アンディはティムが足の治療のために療養している間も仕事を続けるが、そこにはダクの誘惑が待っていた。その後もダク、スターシュと共にウミヘビ採りの仕事を続けるが、ある夜再びティムが昏睡状態に陥るがそれに気づかずアンディは入浴する。しかし、突然、家に侵入して来たスターシュとダクによりアンディは入浴中に全裸のままレイプされてしまう。打ちひしがれたアンディが次の日に島を後にしようとしていた夜、酒場では奪ったアンディのパンティーの匂いを嗅いでスターシュ達は盛り上がっていた。そして、ダクが弟のポーリーにリアに悪ささせようとする。しかし、それを拒んだポーリーはダクに蹴られて偶然その場にあった杭に刺さって死亡してしまい、アンディとティムは家に助けを求めて駆け込んで来たリアを庇うこととなる。
そして、本性を現し逆恨みでポーリーの仇討ちを狙うダクと島の男達の襲撃によりアンディとティムの生きる為の死闘が開始された。家に閉じ籠っての死闘の中、二人で協力し知恵と限られた武器で次々に男達を倒していくが、満足に動けないティムはダクの攻撃により戦えなくなる。その時、駆けつけたアンディが戦いの果てにダクを渾身の一撃で殴り飛ばし、ウミヘビの飼育槽に落ちたダクはウミヘビに顔を噛まれて絶命する。一夜の死闘は終わりを告げた。リアが手を振って見送る中、郵便船で島を後にするアンディとティムは船上で再び愛を確かめ合うために抱き合いキスを交わした・・・。

## 登場人物
- アンディ：ブリジット・バーコ

本作の主人公でティムの妻（恋人）。ティムのウミヘビの捕獲を手伝いに島に来た。魅力的な美女で運動神経が良く泳ぎとダンスが得意。非常に勇敢でウミヘビを素手で掴むことができる。
非常に健気な性格で優しく温厚で滅多なことでは怒らず誰とでも友達になれる特技があり、ティムを手伝うためにわざわざ遠くからこの島までやって来るなどかなり一途である。ティムを愛しているが、ダクにも惹かれ出していく。終盤では動けなくなったティムに変わってダクと一騎討ちを展開する。ウミヘビ捕獲のため海に入っての作業が多く海水で汚れるためか頻繁に入浴し、入浴中に風呂場にダクとスターシュが乱入して来ても冷静に笑顔で対処するなど性格は大人である。この乱入された際にトイレと間違えたと言い訳するダクとスターシュに「一人でオシッコできる？」と冗談めかしで問うが、この後、入浴中に全裸のままレイプされた際にはダクは「オシッコ・・・」と呟きながらアンディの陰部に吸い付きながらレイプしている。最終的に本性を現したダクと島の男達に襲撃され、ティムと共に立ち向かい全滅させ、ダクを倒しティムと島を後にする。
- ティム：クリス・サランドン

アンディの彼氏。生物学者でこの島でエラブウミヘビを捕獲し血清を造ることを仕事としている。研究には10オンス必要であるためかなり焦っていた。まだ少女のアンディと比べるとかなりの歳の差カップルである。
ダクのある奇作により足を負傷し終盤では一時的に車イスでの活動を余議なくされる。満足に動けないためダク達との戦いではあまり活躍できなかった。アンディと共にダク達を全て倒して生き残り島を後にする。　　　　　　　　　　　　　　　　　
- ダク：リチャード・タイソン

ティム乗る船の下男の船長でティムの仕事の協力者。アンディに一目惚れし自分のものにしよとし、ある奇作によりティムの足を負傷させる。
終盤では本性を現し、島の男達を率いてアンディとティムを襲撃する。仕事中にもやたらと水着姿のアンディの体を触り、ティムのことは「ボス」と呼んでいる。最後はアンディの渾身の一撃で殴り飛ばされウミヘビの飼育槽に落ちてウミヘビに額を噛まれて死亡する。　
- リア：アドリアナ・アゲカオイルイ

島の少女で両親がいないため島に一件しかないレストランで働いている。島の男達に虐待を受けていた。市場で出会ったアンディと意気投合し親友となり、足を負傷したティムの看護も担当した。その後、ポーリーを死なせたダクに逆恨みで仇として狙われ、アンディとティムの家に助けを求めて現れ二人と共に戦いを挑む。ダクに殺されかけるが生き残りアンディらを見送った。
- エラブウミヘビ

作中に何度も登場するおとなしい性格のウミヘビでティムの研究の対象であるため船内の水槽で飼育されている。あらゆる場面で登場し終盤では重要な役割を担う。中盤で入浴中のアンディの胸に這ってしまうアクシデントもあった。
- スターシュ：レザ・コルテス

ダクの友人でティムの協力者。ダクと同様にアンディに惹かれていく。ダクと共に入浴中のアンディがいる風呂場に乱入するなどした。ダクらと共にアンディを襲撃したが、アンディにスピアガンで刺された挙句、殴られるも尚も立ち上がりティムに攻撃を加えるがティムのスピアガンで首吊りにされて死亡。
- ストーン

島の駐在で署長。異国から来たアンディとティムに早く帰らなければ悲惨なことが起きると忠告する。リアを追ってアンディの家に来たダクらに弟を殺した罪で逮捕することを伝えるが、反抗されてダクに射殺される。
- ポーリー

ダクの弟。ダクと比べると優しく純朴な青年だが、スターシュがアンディから剥ぎ取って持ち帰って来たパンティーの匂いを仲間と共に嗅ぐなどスケベな面もある。ダクにリアに悪さするように指示されるが、情を捨てられずに拒否した所、ダクに蹴り飛ばされてしまい偶然、床にあった杭に刺さって死亡した。

## キャスト
- ブリジット・バーコ：アンディ
- クリス・サランドン：ティム
- リチャード・タイソン：ダク
- アドリアナ・アゲカオイルイ：リア